# 스콧 애덤스
스콧 레이먼드 애덤스(영어: Scott Raymond Adams, 1957년 6월 8일 ~ )는 미국의 만화 작가이다. 연재 만화 《딜버트》의 저자이며, 기업 경영과 사회 풍자, 기업 비즈니스에 관한 많은 책들을 저술하였다.

## 저서
- 딜버트의 법칙 (1996)
- 더 시스템 (2020)
- 더 시스템 개정판 (2024)
- 더 리프레임 (2024 출간예정)